# جاسم الأنصاري
جاسم الأنصاري (31 ديسمبر 1967 -) هو ممثل ومخرج مسرحي قطري·

## حياته ونشأته
تخرج من المعهد العالي للفنون المسرحية في الكويت عام 1992 وبذأ حياتة الفنية،

## مسيرته
بدأ في المجال الفني في فترة أواخر الثمانينات ومنذ سنة 1992، وحتى الآن وهو يقدم روائعة في المسرح والتلفزيون ممثلاً ومخرجاً وحصل على جائزة أفضل ممثل في مسرحية (موال الفرح والحزن) في مهرجان القاهرة العلمي للمسرح العربي عام 1994 ورغم انقطاعة عن المجال الفني لمدة لاتقل عن ست اوخمس سنوات إلا أنه عاد مجددأ كما كان في السابق من خلال مسرحية (قلة أدب) والتي اخرجها وقام ببطولتها ويشاركه البطولة الفنانة سحر حسين وكذلك من خلال مسلسل (خادمة القوم) مع الفنانة هدى حسين والذي عرض في عام 2012·

## أعماله الفنية

### المسرحيات
- رحمة والغابة المسحورة 1989
- مرتجل الما 1993
- الجمبازي 1993
- موال الفرح والحزن 1994
- الكمامة 1995
- دانة وداركولا 1995
- سجلات رسمية 1997
- غناوي الشمالي 1999
- سوبر عبود 2000
- رحلة عبود 2002
- عبود في سكول 2003
- قلة أدب 2011
- مواطن بالمقلوب 2012
- دوحة غوت تالنت 2012
- وطن 2013

### المسلسلات التلفزيونية
- الناس بيزات 1993
- صار وش كان 1994
- عيني يا بحر 1995
- جميلة 1997
- أمثال أمثال 1997
- حتى إشعار أخر 1997
- السدرة 1999
- عيال الذيب 2000
- درب الخطايا 2001
- آخر أيام اليمامة 2005
- خادمة القوم 2012

## البرامج التلفزيونية
- سهرات (2011-2012)
- الدار (أغسطس 2012 - ديسمبر 2012)